# 橘瑪麗
橘瑪麗（日语：橘メアリー，1993年7月7日—），日本AV女優。所屬事務所是LIGHT。她是俄羅斯與日本的混血兒，並持有中國語檢定的1級的認證。

## 經歷
2014年5月15日以企劃單體女優的身分出道，是位高身材的巨乳AV女優。所屬事務所是LIGHT。
2016年1月在澀谷道頓堀劇場的脫衣舞劇場出道。
2019年2月演出於SOD販售的中國向作品（僅於日本國內販售）「百聞不如一見!SOD都是真的、帯大家体験情色文化的最先端―日本!!改編自真実案例 影像介紹日本観光須注意事項全片中文発音 東京肉穴淫語痴女物語」，同時這部作品入選AV OPEN 2018的企劃部門。
2018年7月30日加入ギンギン♂ガールズ。

## 人物
興趣是DJ，專長有中文檢定1級、絕對音感。前口腔衛生師。
初體驗是在高中2年級。
在2016年『週刊實話』報導她與狩野英孝有關係。

## 外部連結
- 橘瑪麗的X（前Twitter）
- 橘メアリー - KINENOTE